# 朱孔陽 (正德進士)
朱孔陽（1480年—？），字公裳，號我斋，直隸河間府河間縣人，民籍，明朝政治人物。

## 生平
正德十四年（1521年）辛巳科順天府鄉試第一百三十名舉人。正德十六年（1521年）中式辛巳科會試第三百三十二名，登第三甲第十三名進士。授直隶太平府推官，嘉靖七年（1528年）三月选授试御史，九月实授廣西道監察御史，十二年十月升江西按察司佥事，十七年四月升山西布政司左參議。

## 家族
曾祖朱伯剛；祖父朱明；父朱鳳，曾任訓導。母王氏；繼母李氏。具慶下。